# Dialeurodes conocephali
Dialeurodes conocephali là một loài côn trùng cánh nửa trong họ Aleyrodidae, phân họ Aleyrodinae.
Dialeurodes conocephali được Corbett miêu tả khoa học đầu tiên năm 1935.